# Agonista de la hormona liberadora de gonadotropina
Los agonistas de la hormona liberadora de gonadotropina (GnRH) son un tipo de medicamento que actúa sobre las gonadotropinas y las hormonas sexuales. Están indicados en los tratamientos de fertilidad, para reducir los niveles de hormonas sexuales en el tratamiento de los cánceres de mama y próstata sensibles a hormonas, para el tratamiento de ciertos trastornos ginecológicos (períodos abundantes y endometriosis o niveles altos de testosterona en mujeres, por ejemplo) y como parte de la terapia hormonal transgénero.
Los agonista de GnRH se administran mediante inyecciones en la grasa, como implantes colocados en la grasa y como aerosoles nasales.
La GnRH se descubrió en 1971 y los análogos de la GnRH se introdujeron para uso médico en la década de 1980. El análogo de GnRH más conocido y ampliamente utilizado es la leuprorelina (nombre comercial, Lupron). Los análogos de GnRH también están disponibles como medicamentos genéricos. A pesar de esto, sin embargo, siguen siendo muy caros.

## Usos médicos
Los agonistas de la GnRH son útiles en:
- La supresión de la ovulación espontánea como parte de la estimulación ovárica controlada, componente esencial en la fecundación in vitro (FIV). Normalmente, después de que los agonistas de la GnRH hayan inducido un estado de hipoestrogenismo, se administra una FSH exógena para estimular el folículo ovárico, seguido de gonadotropinas coriónicas humanas (hCG) para desencadenar la liberación de ovocitos. Los agonistas de GnRH utilizados habitualmente para este propósito son: buserelina, leuprorelina, nafarelina y triptorelina.[3]
- La inducción de la maduración final después de haber realizado una hiperestimulación ovárica controlada. El uso de agonistas de GnRH para este propósito requiere del uso de antagonista de GnRH para la supresión de la ovulación espontánea, ya que usar agonistas de GnRH para este propósito también desactiva el eje en el que está destinado a trabajar para la inducción de la maduración final.
- El tratamiento de los cánceres que son sensibles a hormonas y en los que un estado hipogonadal disminuye las posibilidades de recurrencia. Por tanto, se emplean comúnmente en el tratamiento médico del cáncer de próstata y se han utilizado en pacientes con cáncer de mama.
- Tratamiento de la pubertad precoz.
- Retrasar la pubertad a la espera de las decisiones de tratamiento en niños con disforia de género.
- Manejo de los trastornos femeninos que dependen de la producción de estrógenos. Las mujeres con menorragia, endometriosis, adenomiosis o fibromas uterinos pueden recibir agonistas de la GnRH para suprimir la actividad ovárica e inducir un estado hipoestrogénico.
- Suprimir los niveles de hormonas sexuales en las personas transgénero.
- Casos graves de hiperandrogenismo, como en la hiperplasia suprarrenal congénita.
- Como parte del tratamiento farmacológico de los trastornos parafílicos en agresores sexuales u hombres con alto riesgo de cometer delitos sexuales.[4]

Las mujeres en edad reproductiva que se someten a quimioterapia citotóxica han sido tratadas previamente con agostas de GnRH para reducir el riesgo de pérdida de ovocitos durante dicha terapia y preservar la función ovárica. Se necesitan más estudios para probar que este enfoque es útil.

## Formas disponibles
Los agonistas de la GnRH que se han comercializado y están disponibles para su uso médico incluyen buserelina, gonadorelina, goserelina, histrelina, leuprorelina, nafarelina y triptorelina. Los agonistas de la GnRH que se utilizan principal o exclusivamente en medicina veterinaria son deslorelina y fertirelina.
Los agonistas de la GnRH pueden administrarse por inyección, por implante o por vía intranasal, como un aerosol nasal. Los inyectables se han formulado para uso diario, mensual y trimestral, y hay implantes disponibles que pueden durar de un mes a un año. A excepción de la gonadorelina, que se usa como progonadotropina, todos los agonistas de la GnRH aprobados se usan como antigonadotropinas.
Los agonistas de GnRH desensibilizantes utilizados en clínica están disponibles en las siguientes formulaciones farmacéuticas:
- Inyección de acción corta (una vez al día): buserelina, histrelina, leuprorelina, triptorelina.
- Inyección en depósito de acción prolongada o sedimento inyectado (una vez cada uno a seis meses): leuprorelina, triptorelina.
- Implante inyectado (una vez cada uno a tres meses): buserelina, goserelina, leuprorelina.
- Pellet implantado quirúrgicamente (una vez al año): histrelina, leuprorelina.
- Spray nasal (dos a tres veces por día): buserelina, nafarelina.

## Contraindicaciones
Los agonistas de la GnRH son medicamentos de la categoría X del embarazo.

## Efectos secundarios
Los efectos secundarios de los agonistas de la GnRH están relacionados con la deficiencia de hormonas sexuales e incluyen síntomas de niveles bajos de testosterona y estrógenos, como sofocos, disfunción sexual, atrofia vaginal, osteoporosis, infertilidad y disminución de las características físicas específicas del sexo.
Son agonistas del receptor de la GnRH y funcionan al aumentar o disminuir la liberación de gonadotropinas y la producción de hormonas sexuales por parte de las gónadas. Cuando se usan para suprimir la liberación de gonadotropina, los agonistas de la GnRH pueden reducir los niveles de hormonas sexuales en un 95% en ambos sexos.
En pacientes bajo tratamiento a largo plazo, se pueden devolver pequeñas cantidades de estrógenos ("régimen de adición") para combatir dichos efectos secundarios y prevenir la degradación de huesos. En general, a largo plazo, todos los pacientes (tanto hombres como mujeres) tienden a someterse a exámenes DEXA anuales para evaluar la densidad ósea.
También hay un artículo que asegura que los agonistas de la GnRH utilizados en el tratamiento del cáncer de próstata avanzado pueden aumentar el riesgo de problemas cardíacos en un 30%.

## Farmacología
Los agonistas de la GnRH actúan como agonistas del receptor de GnRH, objetivo biológico de la hormona liberadora de gonadotropina (GnRH). Estos fármacos pueden ser tanto péptidos como moléculas pequeñas. Se modelan después de la neurohormona hipotalámica GnRH, que interactúa con el receptor de GnRH para provocar su respuesta biológica, la liberación de hormonas pituitarias, la hormona folículo estimulante (FSH) y la hormona luteinizante (LH). Sin embargo, después de la respuesta inicial de "brote", la estimulación continua con agonistas de GnRH desensibiliza a la glándula pituitaria a GnRH (causando la regulación por disminución del receptor de GnRH). La desensibilización hipofisaria reduce la secreción de LH y FSH y, por lo tanto, induce un estado de anovulación hipogonadal hipogonadotrópica, a veces denominada “pseudomenopausia” o “ooforectomía médica”. Los agonistas de la GnRH pueden detener completamente la producción de testosterona gonadal y, por lo tanto, suprimir los niveles de testosterona circulante en un 95% o en el rango de castración/hembra en los hombres.
Los agonistas no se disocian rápidamente del receptor de GnRH. Como resultado, inicialmente, hay un aumento en la secreción de FSH y LH (el llamado "efecto de destello"). Los niveles de LH pueden aumentar hasta 10 veces, mientras que los niveles de testosterona, generalmente, aumentan de 140 a 200% de los valores de referencia. Sin embargo, después de la administración continua, se logra un efecto hipogonadal profundo (es decir, una disminución de la FSH y la LH) a través de la regulación negativa del receptor mediante la internalización de los receptores. En general, este hipogonadismo inducido y reversible es el objetivo terapéutico. Durante el brote, los niveles máximos de testosterona se producen después de 2 a 4 días, los niveles iniciales de testosterona vuelven a los 7 a 8 días y los niveles de testosterona de castración se alcanzan de 2 a 4 semanas. Tras el cese de un agonista de GnRH exógeno, transcurren entre 5 y 8 días antes de que se restablezca la secreción normal de gonadotropina.

## Química
Los agonistas de GnRH se modelan sintéticamente a partir del decapéptido de GnRH natural con modificaciones específicas, generalmente, sustituciones dobles y simples y en la posición 6 (sustitución de aminoácidos), 9 (alquilación) y 10 (deleción). Estas sustituciones inhiben la rápida degradación. Los agonistas con dos sustituciones incluyen: leuprorelina, buserelina, histrelina, goserelina y deslorelina. Los agentes nafarelina y triptorelina son agonistas con sustituciones simples en la posición 6.

## Uso veterinario
Los análogos de GnRH también se utilizan en medicina veterinaria. Los usos incluyen:
- Supresión temporal de la fertilidad en hembras.

- Inducción de la ovulación en yeguas.